# Pseudocerastes persicus
Pseudocerastes persicus là một loài rắn trong họ Rắn lục. Loài này được Duméril Bibron & Duméril mô tả khoa học đầu tiên năm 1854.

## Hình ảnh

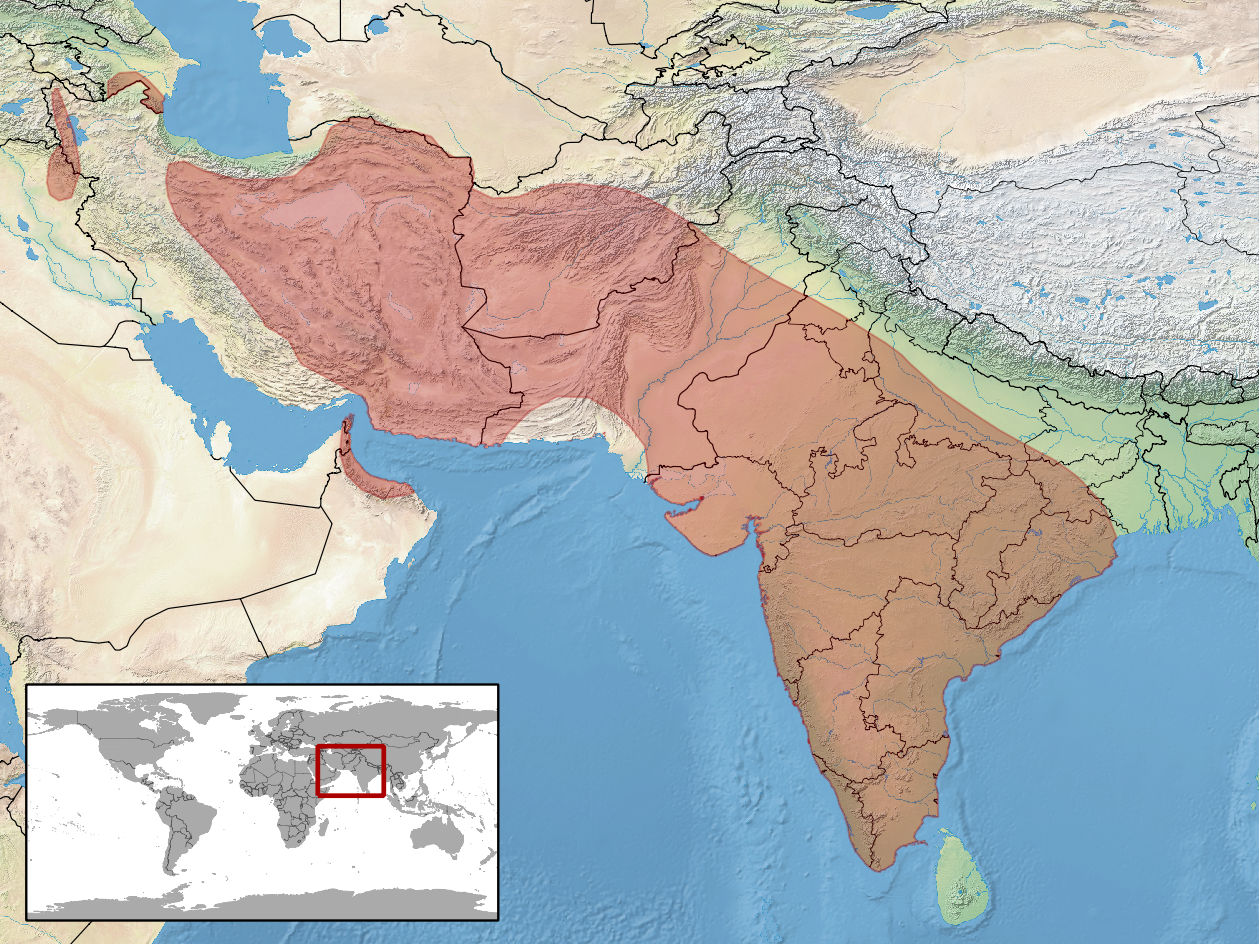
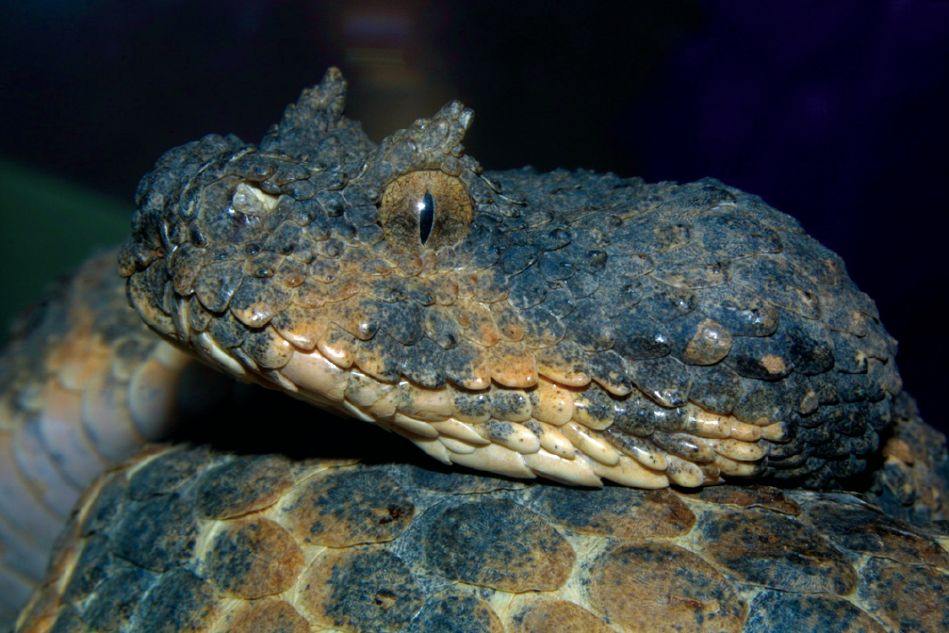